# Alfred Wesmael
Alfred Wesmael (1832 – 1905) byl belgický botanik. Zabýval se taxonomií rostlin a působil jako hostující profesor na Washingtonské univerzitě. 

## Dílo
- 1865 – Monographie des saules de la flore belge et des espèces les plus répandues dans les cultures
- 1866 – Description et histoire des végétaux ligneux qui croissent spontanément en Belgique ou qui sont cultivés dans les forêts
- 1891 – Revue critique des espèces du genre Acer
- 1892 – Monographie des espèces du genre Fraxinus
- 1892 – Leçons préparatoires a l'étude des sciences naturelles
- Notice sur les Tilleuls forestiers de Belgique